# Deiscenza
Deiscenza è un termine medico che indica una complicanza post-operatoria rappresentata dalla riapertura spontanea di una ferita precedentemente suturata.
Può essere  parziale e quindi interessare uno o alcuni punti di sutura o completa. Una forma molto grave è quella che riguarda le  ferite laparotomiche, caso di specie nel quale l'apertura completa di tutti gli strati della parete comporta la fuoruscita dei visceri mobili all'esterno  della cavità addominale o  eviscerazione.

## Cause
Sono le stesse che rallentano il processo di guarigione delle ferite:
- locali: infezioni, stati ischemici,
- sistemiche: diabete, malattie tumorali, tossi-infezioni, disprotidemie, stati cachettici, terapie farmacologiche  a base di cortisonici o antineoplastici, obesità.

Tra le cause di deiscenza vanno segnalati anche la rottura dei materiali di sutura e la lacerazione dei tessuti da tensione abnorme (colpi di tosse, sforzi eccessivi, movimenti incongrui); cause che assumono significato solo in presenza di errori di tecnica operatoria (affrontamento non corretto dei lembi della ferita) o per l'utilizzo di  materiali di sutura impropri.

## Quadri clinici
La gravità del quadro clinico è molto variabile e dipende da diversi fattori:
- entità della deiscenza
- sede o organo interessato: la deiscenza di una ferita cutanea e quindi superficiale non comporta problemi particolarmente gravi, quella a carico di una sutura praticata all'interno delle grandi cavità dell'organismo può risultare fatale.
La deiscenza, anche parziale, di una sutura anastomotica sull'esofago o sul retto comporta infatti lo spandimento esterno del materiale endo-luminale con conseguenti mediastiniti o peritoniti che possono risultare mortali
Analogamente deiscenze anche minime ma a carico di organi particolari, come un vaso arterioso, determinano emorragie  talvolta incontrollabili.
La deiscenza delle ferite laparotomiche insorge nel decorso post-operatorio con una sintomatologia drammatica. Se l'apertura della ferita interessa solo il peritoneo e lo strato muscolo-fasciale le anse intestinali fuoruscite rimangono coperte solo dalla cute ma il più delle volte venendo a mancare anche la sutura cutanea i visceri vengono spinti direttamente all'esterno.